# Billy Kuckuck
Billy Kuckuck ist eine Filmreihe mit Hauptdarstellerin Aglaia Szyszkowitz und wird seit 2018 auf dem Sendeplatz Endlich Freitag im Ersten erstausgestrahlt. Die Titelfigur ist eine Gerichtsvollzieherin, die sich sehr für ihre Klienten einsetzt. In jeder Folge treten auch ihre Tochter und ihr Ex-Mann auf. Seit 2025 wird die Serie unter dem Titel Eine mit Herz fortgesetzt.
| # | Titel                                 | Premiere      | Zuschauer |
| - | ------------------------------------- | ------------- | --------- |
| 1 | Margot muss bleiben!                  | 27. Apr. 2018 | 3,48 Mio. |
| 2 | Billy Kuckuck – Eine gute Mutter      | 15. Nov. 2019 | 4,09 Mio. |
| 3 | Billy Kuckuck – Aber bitte mit Sahne! | 2. Okt. 2020  | 4,11 Mio. |
| 4 | Billy Kuckuck – Angezählt             | 1. Okt. 2021  | 3,69 Mio. |
| 5 | Billy Kuckuck – Mutterliebe           | 30. Sep. 2022 | 3,49 Mio. |
| 6 | Eine mit Herz – Familiengeheimnisse   | 14. Feb. 2025 | 3,48 Mio. |

## Verweise
- Billy Kuckuck in der ARD-Mediathek. Sendungsseite, abrufbar bis 1. Mai 2026
- Billy Kuckuck bei IMDb
- Billy Kuckuck bei Fernsehserien.de